# 黒保根町宿廻
黒保根町宿廻（くろほねちょうしゅくめぐり）は、群馬県桐生市の町名。郵便番号は376-0143。

## 地理
桐生市西北部、黒保根町の西南部に位置する。旧黒保根村宿廻にあたり、黒保根町水沼・八木原・上田沢・下田沢とともに桐生市第二十二区に属する。東北部は黒保根町下田沢に、東部は黒保根町八木原に、東南部はみどり市大間々町塩沢に、南部はみどり市大間々町上神梅に、西南部は新里町赤城山に、西北部は前橋市富士見町赤城山にそれぞれ接する。西端に赤城山を構成する山の一つである長七郎山がそびえる。中部に梨木温泉があり、群馬県道335号梨木上神梅停車場線と群馬県道336号梨木香林線が、それぞれ国道122号と新里町の国道353号方面に通じている。

## 歴史
- 鎌倉幕府滅亡直後の建武期（1334年～1337年）頃から深沢城の築城が開始され、戦国時代まで徐々に強化が図られた。土豪である阿久沢氏の居城となった。現在でもその遺構を残す。

## 世帯数と人口
2022年（令和4年）2月28日現在の世帯数と人口は以下の通りである。
| 町丁         | 世帯数  | 人口  |
| ------------ | ------- | ----- |
| 黒保根町宿廻 | 132世帯 | 319人 |

## 小・中学校の学区
市立小・中学校に通う場合、学区は以下の通りとなる。
| 番地 | 義務教育学校       |
| ---- | ------------------ |
| 全域 | 桐生市立黒保根学園 |

## 交通

### 鉄道
わたらせ渓谷鐵道本宿駅

### 道路
群馬県道335号梨木上神梅停車場線と群馬県道336号梨木香林線、群馬県道62号沼田大間々線、群馬県道70号大間々上白井線が通過。

## 施設
- 花見ヶ原森林公園キャンプ場
- 梨木温泉

## 避難所
- 宿廻集会所 （洪水災害、土砂災害、内水氾濫時の緊急避難場所）[5]
- 城集会所（洪水災害、土砂災害、内水氾濫時の緊急避難場所）
- 川口集会所（洪水災害、内水氾濫時の緊急避難場所）